# Hipsheim
 Hipsheim (en alsacià Hípse) és un municipi francès, situat a la regió del Gran Est, al departament del Baix Rin. L'any 1999 tenia 770 habitants.
Forma part del cantó d'Erstein, del districte de Sélestat-Erstein i de la Comunitat de comunes del cantó d'Erstein.

## Demografia
| 1962 | 1968 | 1975 | 1982 | 1990 | 1999 |
| ---- | ---- | ---- | ---- | ---- | ---- |
| 491  | 523  | 475  | 514  | 631  | 770  |

## Administració
| Període | Identitat       | Partit |
| ------- | --------------- | ------ |
| 2001-   | Antoine Rudloff |        |